# Harrison, Idaho
Harrison är en ort i Kootenai County i delstaten Idaho, USA.